# Шарапов, Максим Эдуардович
Макси́м Эдуа́рдович Шара́пов (род. 27 сентября 1968, Потсдам, ГДР) — российский писатель, поэт, журналист. Лауреат премии мэра Москвы в области журналистики. Лауреат премии «Золотое перо» от Союза журналистов России. Главный редактор Регионального информационного агентства Московской области (с 2014 года).

## Биография
Максим Эдуардович Шарапов родился 27 сентября 1968 года в Потсдаме (ГДР) в семье сотрудника КГБ СССР Эдуарда Шарапова.
В 1985 году окончил среднюю школу №516 в Москве и в том же году поступил на филологический факультет Московского государственного педагогического института им. В.И. Ленина.
В 1988-1989 годах прерывает учебу и проходит по призыву службу в советской армии.
В 1992 году заканчивает МПГУ им. Ленина по специальности учитель русского языка и литературы. В том же году начинает журналистскую карьеру.
В 1992-1997 годах работал корреспондентов в нескольких изданиях, в том числе газетах «Крестьянские ведомости» и «Трибуна».
В 1997 – 2006 годах работает в информационном агентстве «Интерфакс» корреспондентом в пуле мэра Москвы. Много лет занимался освещением деятельности мэра Москвы Юрия Михайловича Лужкова, сопровождал его в командировках по России и миру. Во многом основываясь на своем опыте и воспоминаниях, написал книгу «В тени московского мэра», в которой описано закулисье столичной власти.
С 2006 по 2014 годы работал в информационном агентстве РИА Новости. Поэтапно занимал должности корреспондента, руководителя редакции «Москва», заместителя руководителя Объединенной редакции новостей (ОРН).
В 2014 году становится первым главным редактором созданного Регионального информационного агентства Московской области (РИАМО) и занимает эту должность по настоящее время.

## Творчество
Начинал как поэт. Печатался в журналах «Московский вестник», «Литературные незнакомцы», «Русский глобус» (США), Ave (Одесса) и других. В 2007 году в издательстве «Озарение» в Новокузнецке выходит сборник стихов «По мотивам снов».
В 2015 году пишет рассказ «Нюрнбергский лабиринт», который становится победителем конкурса издательства «Подмосковье».
В 2019 годы выходит документально-художественный роман «В тени московского мэра», за который в 2020 году получает премию СЖР «Золотое перо России». Также 2019 году издает сборник рассказов «Без дураков», куда входят философские, лирические и юмористические рассказы разных лет.
В 2021 году выходит философско-мистический роман «Альма-матер».
Часто работает в творческом союзе со своей женой художником Ольгой Викторовной Шараповой, которая создала иллюстрации для книг «Знакомьтесь, Чёлыч! Приключения начинаются», «Без дураков», «Альма-матер».

## Награды и премии
- Лауреат премии мэра Москвы в области журналистики за 1999 год[3].
- Победитель конкурса издательства «Подмосковье», посвященного победе в Великой Отечественной войне, в номинации «Проза» за рассказ «Нюрнбергский лабиринт» (2015 год)[4].
- Лауреат премии СЖР «Золотое перо России» в номинации «Золотая полка российской журналистики» за роман «В тени московского мэра» (2020 год)[5].